# Стојко Стојковић
Стојко Стојковић (Брод, 15. јун 1938 — Ниш, 21. јул 2006) био је српски сликар и ликовни педагог.

## Биографија
Основну школу завршио је у Броду, Вишу мешовиту гимназију у Нишу и дипломирао ликовну уметност на Педагошкој академији у Скопљу, у класи професора Борка Лазеског. Предавао је ликовну уметност у основним школама у Нишу.
Један је од првих уметника Ниша који је користио неку врсту перформанса да би пркосио устаљеним клишеима у уметности. Заједно са сликарима Тодором Стевановићем и Радисавом Тркуљом организовао је на јавном градском простору Ниша, као и на Сувој планини и на обалама Нишаве „уметничке демонстрације“, указујући на исконску везу човека са природом. Као сликар мистично -фантастичног доживљаја природе, створио је самосвојни и препознатљиви израз, остављавивши за собом дела трајне вредности у ликовној уметности Ниша.
Бавио се и израдом мозаика на бројним објектима у Нишу – мозаик на Летњој позорници у Нишкој Бањи, три мозаика у Институту за документацију заштите на раду у Нишу, мозаик у Дому здравља, подни мозаик у Чаиру, мозаик за цркву Св. Николе у Нишу, мозаик за цркву Св. Пантелејмон у родном селу у Броду, код Црне Траве.
Био је учесник низа ликовних колонија у бившој Југославији. Приредио је тридесетак самосталних изложби и учествовао на стотинак колективних.

## Награде
- Прва награда на Трећој изложби југословенског портрета, Тузла, 1975;
- Велика диплома на изложби Интернационалног бијенала цртежа и графике, Тузла, 1984;
- Награда СИЗ-а културе Ниша за изузетна остварења, 1985;
- Награда на Годишњој изложби УЛУС-а, Београд, 1985;
- Златна значка КПЗ Србије, Београд, 2001.